# Naaldkunstwerkje
Het naaldkunstwerkje (Bisigna procerella) is een vlinder uit de familie Oecophoridae, de sikkelmotten.
De spanwijdte varieert tussen de 11 en de 13 millimeter. De vlinder vliegt van juni tot in augustus.